# Avenida Videla
La avenida Pedro Nolasco Videla, más conocida como Avenida Videla, es una arteria vial de la comuna de Coquimbo, Chile, que transcurre de norte a sur desde el centro de la ciudad hasta la ruta 5 Panamericana La Serena-Coquimbo. Debe su nombre a Pedro Nolasco Videla Hidalgo, ministro plenipotenciario de Chile en Bolivia en 1879, antes del inicio de la Guerra del Pacífico.

## Historia

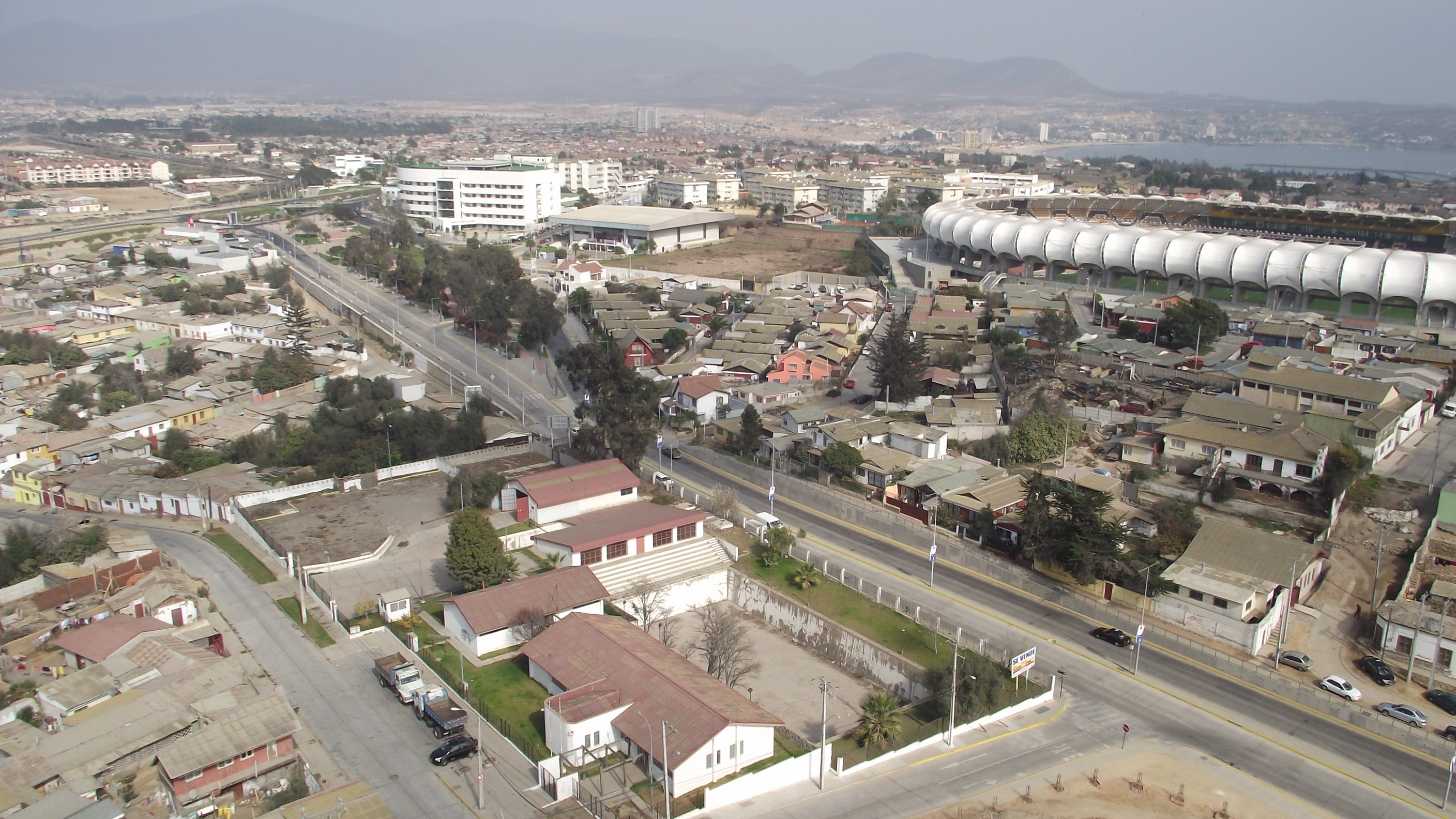
Tramo suroriente de la avenida vista desde la Mezquita de Coquimbo.

La avenida fue construida a inicios del siglo XX, teniendo su mayor desarrollo en los años 70, debido a la construcción del Hospital San Pablo de Coquimbo. Junto con la construcción del hospital se creó el Parque 11 de Septiembre, ubicado en el bandejón central de la avenida, generado por la bifurcación de las calzadas oriente y poniente al llegar a la ruta 5 Panamericana La Serena-Coquimbo. En 2007, con la inauguración de la Mezquita de Coquimbo en el vecino cerro Dominante, la Avenida Videla se convierte en la única vía de acceso a dicho templo musulmán.
El 15 de febrero de 2009 se inició un proceso de remodelación de la avenida, que contemplaba el ensanchamiento de las calzadas, instalación de semáforos y el embellecimiento del Parque 11 de Septiembre. Los trabajos se extendieron hasta abril de 2010, y las obras fueron inauguradas el 19 de mayo de ese año, con la presencia del alcalde de Coquimbo, Oscar Pereira, y el intendente Sergio Gahona.
En junio de 2013 se realizó la conexión de la avenida Videla con la calle Varela como parte del plan de conformación de un eje vial que conecta la Ruta 5 Panamericana La Serena-Coquimbo con el terminal portuario de Coquimbo. El 9 de mayo de 2019 fue inaugurada en la avenida una vía prioritaria para el transporte público, destinada a favorecer el desplazamiento de los autobuses y taxis colectivos por dicha arteria vial, que continúa a lo largo de la avenida Varela hasta el puerto de Coquimbo.

## Galería

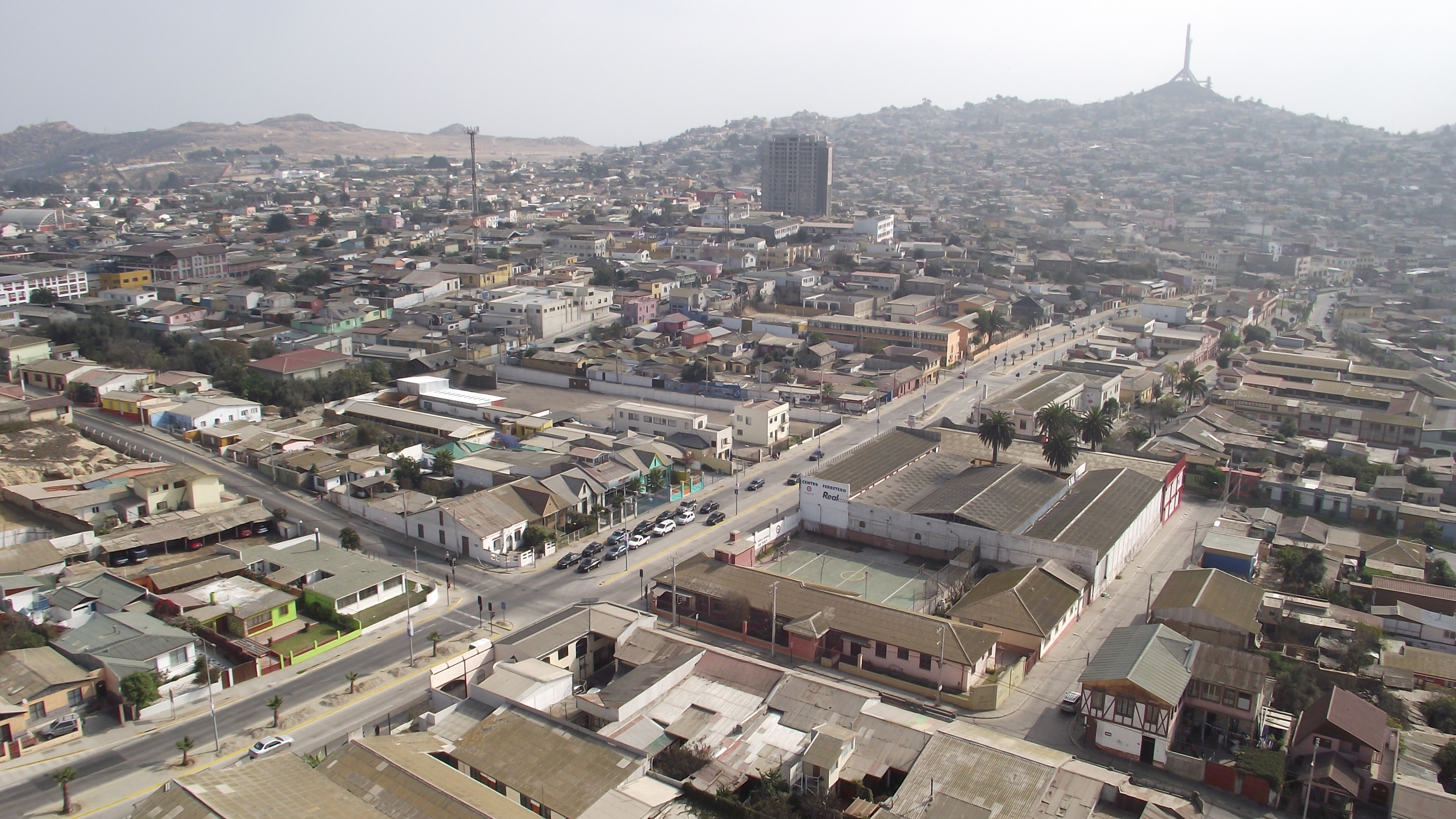
Vista de la avenida Videla en dirección norte desde la Mezquita de Coquimbo.
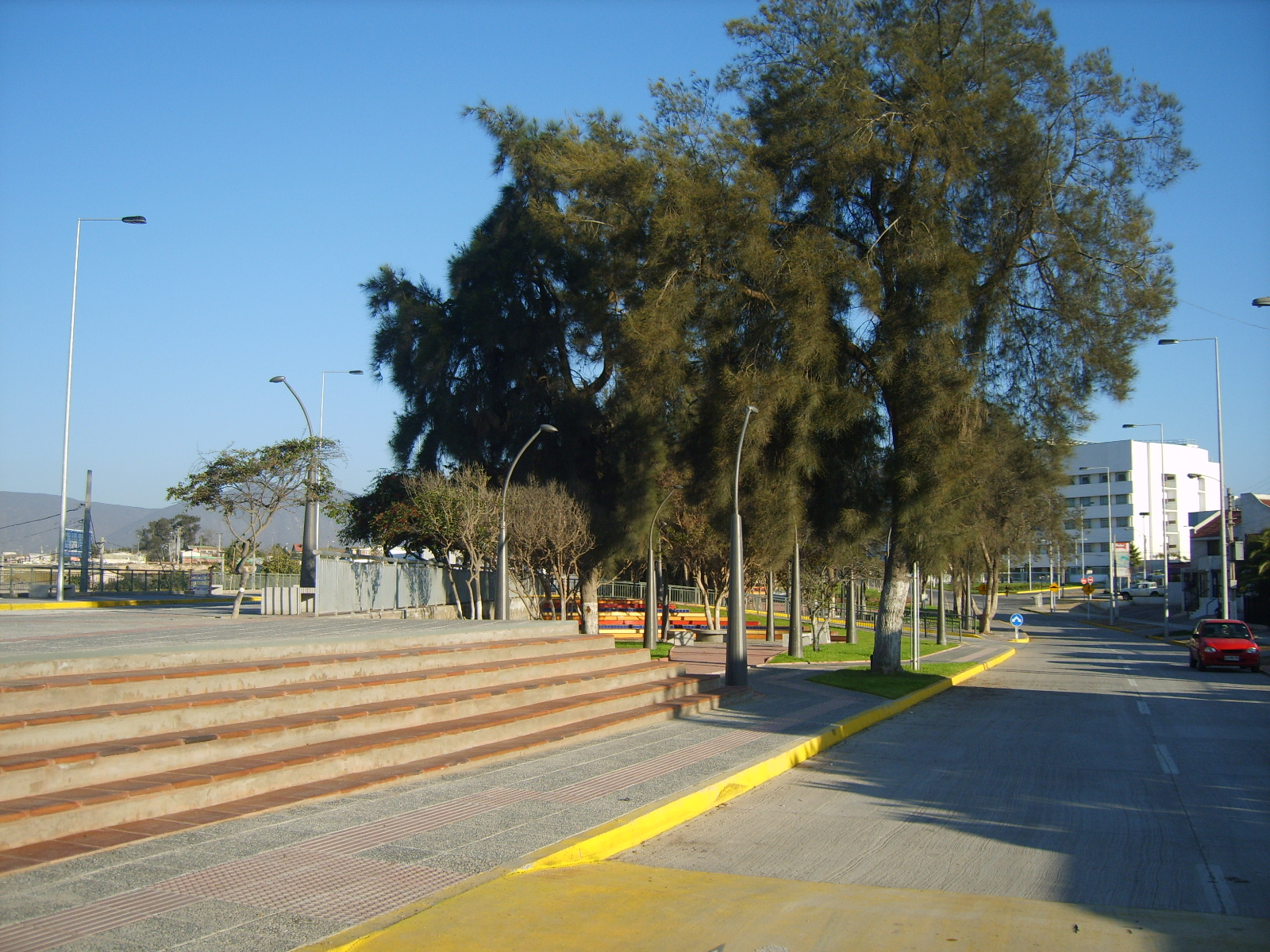
Plaza 11 de Septiembre, ubicada en el bandejón central de la avenida en su extremo suroriente.
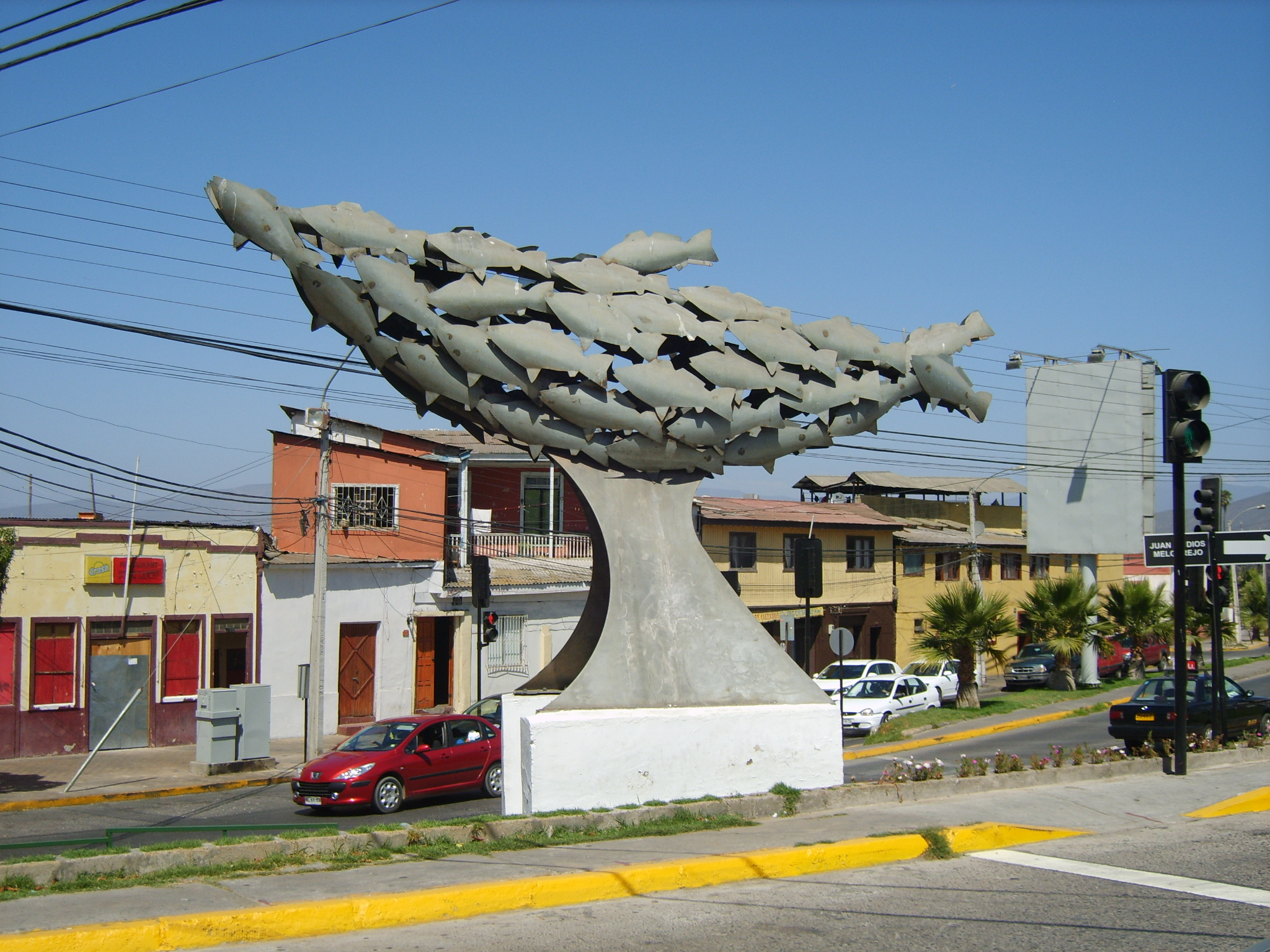
Escultura en la intersección de las avenidas Videla, Varela y Matta.